# Gaston Rivierre
Pour les articles homonymes, voir Rivierre.

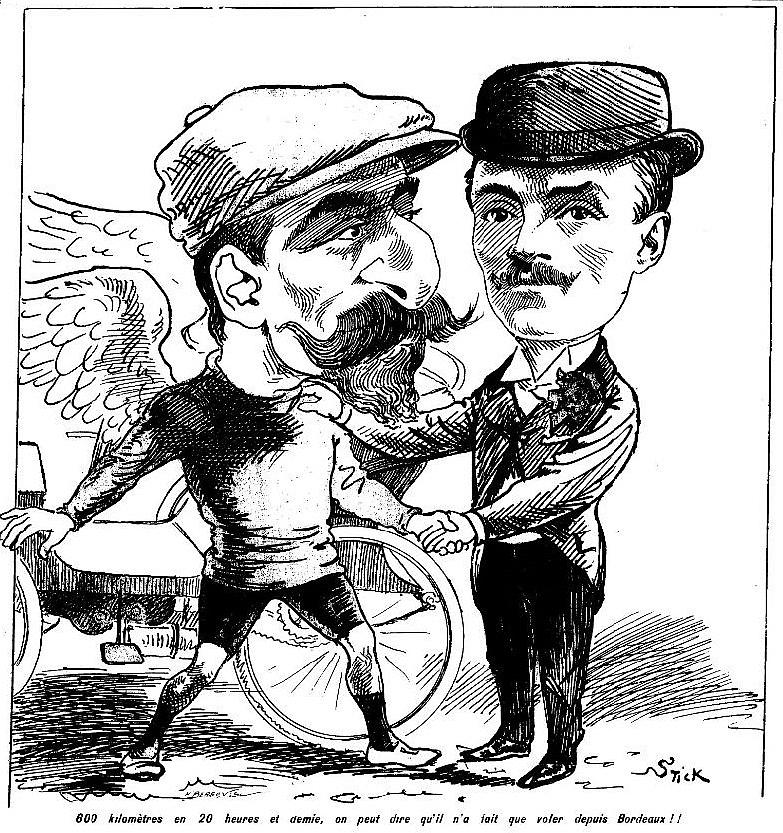
Gaston Rivierre et Fernand Charron son chauffeur, victorieux après Bordeaux-Paris cycliste, en mai 1897.

Gaston Rivierre était un coureur cycliste français né le 3 juin 1862 à Asnières-sur-Seine et décédé le 1er décembre 1942 à Levallois-Perret.
Il a remporté à trois reprises la classique Bordeaux-Paris.

## Biographie
Gaston Rivierre appartient à la première génération de cyclistes de l'histoire de ce sport. En 1896, il remporte la course des 24 heures du Bol d'or. En 1894, il s'adjuge la course Paris-Lyon-Paris. Lors des années 1896, 1897 et 1898, il termine vainqueur de Bordeaux-Paris. En 1901, il prend la deuxième place de Paris-Brest-Paris, arrivant deux heures après Maurice Garin.
Rivierre participe également à des épreuves de motocycles légers. En 1898, il dispute une course de six jours (par équipes de deux) dans le Madison Square Garden de New York. Le dernier jour de la course, il chute de la moto et est grièvement blessé. Après la course, Il s'est plaint du comportement injuste des concurrents américains à son encontre.
Sur deux roues motorisées, il gagne en 1897 la première série de courses mises sur pied pour l'inauguration du Stade-Vélodrome du Parc des Princes à Paris. En 1901, il s'impose au Paris-Bordeaux-Paris devant Auguste Bucquet sur Werner : Rivierre met 12 heures et 26 minutes pour parcourir les 558 kilomètres. En 1902, il termine 49e de la course automobile Paris-Vienne, sur Georges Richard. 
Entre 1903 et 1913, il dirige les Établissements Automotrice Rivierre (de).
Il est inhumé au cimetière Saint-Roch de Romorantin-Lanthenay, ville dans laquelle une rue porte son nom.

## Palmarès
- 1893
  - 2e de Choisy le Roi-Tours-Choisy le Roi
- 1894
  - Lyon-Paris-Lyon
  - 1 000 km de Paris
  - 3e du Bol d'or
- 1895
  - 3e du Bol d'or
- 1896
  - Bordeaux-Paris
  - Bol d'or
- 1897
  - Bordeaux-Paris
  - 4e de Paris-Roubaix
- 1898
  - Bordeaux-Paris
- 1901
  - 2e de Paris-Brest-Paris

## Sources
- Pascal Sergent, Encyclopédie illustrée des coureurs français depuis 1869, Eeklo, Editions de Eecloonaar, 1998, 768 p. (ISBN 9074128157)